# Милівецька сільська рада
Миліве́цька сільська́ ра́да — колишня адміністративно-територіальна одиниця та орган місцевого самоврядування в Чортківському районі Тернопільської області. Адміністративний центр — с. Милівці.

## Загальні відомості
- Територія ради: 16,04 км²
- Населення ради: 782 особи (станом на 2001 рік)
- Територією ради протікає річка Серет

## Населені пункти
Сільській раді були підпорядковані населені пункти:
- с. Милівці

## Історія
Перша сільська рада в Милівцях утворена у вересні 1939 року.
У червні 1944 року сільська рада відновлена.
31 січня 1969 року Милівецька сільська рада приєднана до Капустинської сільської ради, але згодом від'єдналася та відновила свою діяльність.
1 грудня 2020 року увійшла до складу Нагірянської сільської громади.

## Географія
Милівецька сільська рада межувала з Капустинською, Заболотівською, Улашківською, Свидівською сільськими радами — Чортківського району.

## Склад ради

### Керівний склад попередніх скликань

#### Голови ради
| Прізвище, ім'я, по батькові | Основні відомості                                                 | Дата обрання | Дата звільнення |
| --------------------------- | ----------------------------------------------------------------- | ------------ | --------------- |
| Дубневич Юрій Степанович    | Сільський голова                                                  | 1990         | 1994            |
| Ляхоцький Іван Адольфович   | Сільський голова                                                  | 1994         | 1998            |
| Попик Ганна Мар′янівна      | Сільський голова                                                  | 1998         | 2002            |
| Гановський Іван Михайлович  | Сільський голова                                                  | 2002         | 2006            |
| Поворозник Марія Богданівна | Сільський голова, 1966 року народження, освіта вища, позапартійна | 26.03.2006   | 31.10.2010      |
| Поворозник Марія Богданівна | Сільський голова, 1966 року народження, освіта вища, позапартійна | 31.10.2010   | 25.10.2015      |
| Поворозник Марія Богданівна | Сільський голова, 1966 року народження, освіта вища, позапартійна | 25.10.2015   | 01.12.2020      |

Примітка: таблиця складена за даними сайту Верховної Ради України

#### Секретарі ради
| Прізвище, ім'я, по батькові | Основні відомості | Дата обрання | Дата звільнення |
| --------------------------- | ----------------- | ------------ | --------------- |
| Гнат Галина Львівна         | Секретар          | 1990         | 1994            |
| Гнат Галина Львівна         | Секретар          | 1994         | 1998            |
| Гнат Галина Львівна         | Секретар          | 1998         | 2002            |
| Попик Наталія Михайлівна    | Секретар          | 2002         | 2006            |
|                             | Секретар          | 2006         | 2010            |
| Попик Наталія Михайлівна    | Секретар          | 2010         | 2015            |
| Попик Наталія Михайлівна    | Секретар          | 2015         | 2020            |

### Депутати

#### VII скликання
За результатами місцевих виборів 2015 року депутатами ради стали:
1. Чепига Наталія Ярославівна
2. Підвисоцька Ольга Ярославівна
3. Окулянка Тарас Йосипович
4. Добровицька Марія Михайлівна
5. Федорович Ярослав Мар’янович
6. Оліярник Марія Антонівна
7. Пуляк Галина Василівна
8. Попик Наталія Михайлівна
9. Дячик Ганна Володимирівна
10. Затварніцька Наталія Ярославівна
11. Ружило Микола Йосипович
12. Андрійчук Михайло Іванович

#### VI скликання
За результатами місцевих виборів 2010 року депутатами ради стали:
1. Бендик Ольга Степанівна
2. Підвисоцька Ольга Ярославівна
3. Попик Ганна Петрівна
4. Добровицька Марія Михайлівна
5. Федорович Ярослав Мар'янович
6. Василевич Микола Ігорович
7. Попик Василь Броніславович
8. Попик Наталія Михайлівна
9. Ружило Ярослава Антонівна
10. Федорович Юрій Антонович
11. Затварніцька Наталія Ярославівна
12. Куп'як Олег Миколайович

#### V скликання
За результатами місцевих виборів 2006 року депутатами ради стали:
1. Андрусик Марія Володимирівна
2. Багрій Марія Степанівна
3. Бендик Ольга Степанівна
4. Добровицька Марія Михайлівна
5. Костенко Людмила Петрівна
6. Підвисоцька Ольга Ярославівна
7. Попик Бронерлав Іванович
8. Попик Ганна Петрівна
9. Попик Наталія Михайлівна
10. Пуляк Єфрем Єфремович
11. Пуляк Василь Сергійович
12. Пуляк Микола Єфремович
13. Ружило Ярослава Антонівна
14. Ткачик Володимир Михайлович
15. Юрків Дарія Антонівна

#### IV скликання
За результатами місцевих виборів 2002 року депутатами ради стали:
1. Пуляк Ярослав Євстахович
2. Ткачик Володимир Михайлович
3. Підвисоцький Олег Володимирович
4. Малик Сергій Володимирович
5. Костенко Людмила Петрівна
6. Багрій Марія Степанівна
7. Пуляк Єфрем Єфремович
8. Солтис Роман Петрович
9. Попик Наталія Михайлівна
10. Попадюк Василь Петрович
11. Пуляк Ганна Михайлівна
12. Поворозник Марія Богданівна
13. Салій Олег Євгенович
14. Ляхоцький Василь Мар′янович
15. Пилип′як Олег Степанович

#### III скликання
За результатами місцевих виборів 1998 року депутатами ради стали:
1. Пуляк Ярослав Євстахович
2. Ткачек Володимир Михайлович
3. Боднар Антон Кирилович
4. Малик Сергій Володимирович
5. Костенко Людмила Петрівна
6. Пуляк Єфрем Єфремович
7. Гановський Іван Михайлович
8. Колодій Михайло Пилипович
9. Гнап Галина Львівна
10. Попадюк Василь Петрович
11. Пуляк Ганна Михайлівна
12. Пуляк Мар′ян Антонович
13. Поворозник Марія Богданівна
14. Пуляк Микола Єфремович
15. Василевич Йосип Михайлович

#### II скликання
За результатами місцевих виборів 1994 року депутатами ради стали:
1. Пуляк Ярослав Євстахович
2. Скриник Богдан Львович
3. Ружило Ярослава Антонівна
4. Попик Іван Саверович
5. Пуляк Мар′ян Миронович
6. Пуляк Мирослав Йосипович
7. Колодій Михайло Пилипович
8. Джиджора Володимир Михайлович
9. Поворозник Іван Михайлович
10. Винничук Орест Михайлович
11. Король Іван Йосипович

#### I скликання
За результатами місцевих виборів 1990 року депутатами ради стали:
1. Скриник Богдан Львович
2. Пуляк Ярослав Васильович
3. Пуляк Мар′ян Миронович
4. П′ясецька Марія Миколаївна
5. Дубневич Юрій Степанович
6. Пуляк Єфрем Єфремович
7. Гладиборода Петро Іванович
8. Луговик Мар′ян Васильович
9. Боднар Антон Кирилович
10. Салій Йосип Михайлович
11. Безпалько Ганна Миколаївна
12. Пуляк Йосип Франкович
13. Окулянка Йосип Васильович
14. Максимчук Ананій Петрович
15. П′ясецький Кирило Гнатович